# إنريكي يوريا
إنريكي يوريا إي ديسباو (ماتانزاس، حوالي 1863 - سينفويغوس، 1925) كان طبيبًا وناشرًا إسبانيًا
| إنريكي يوريا إي ديسباو     | إنريكي يوريا إي ديسباو                                                                             | إنريكي يوريا إي ديسباو                                                                             |
| -------------------------- | -------------------------------------------------------------------------------------------------- | -------------------------------------------------------------------------------------------------- |
|                            | | |
| معلومات شخصية              | | |
| الميلاد                    | 1862 أو 1863 ماتانزاس(كوبا)                                                                        | 1862 أو 1863 ماتانزاس(كوبا)                                                                        |
| الوفاة                     | 6 أكتوبر 1925 سينفويغوس(كوبا)                                                                      | 6 أكتوبر 1925 سينفويغوس(كوبا)                                                                      |
| الجنسية                    | إسبانية                                                                                            | إسبانية                                                                                            |
| العائلة                    | | |
| الزوجة                     | - الزوجة الأولى: كلارا إيروريتاغويينا لانث (1894-1905) - الزوجة الثانية: ماريا فينيالس (1909-1928) | - الزوجة الأولى: كلارا إيروريتاغويينا لانث (1894-1905) - الزوجة الثانية: ماريا فينيالس (1909-1928) |
| معلومات مهنية              | | |
| المهنة                     | طبيب مسالك بولية، طبيب، وصحفي رأي                                                                  | طبيب مسالك بولية، طبيب، وصحفي رأي                                                                  |
| الحزب السياسي              | الحزب الاشتراكي العمالي الإسباني (1915-1918)                                                       | الحزب الاشتراكي العمالي الإسباني (1915-1918)                                                       |
| [editar datos en Wikidata] | | |

## السيرة الذاتية
وُلد في مدينة ماتانزاس الكوبية في بدايات عقد 1860a حصل على درجة الدكتوراه في الطب كان من المساهمين في الصحافة المتخصصة وفي صحيفة "إل إيرالدو دي مدريد" سنة 1904 من مؤلفاته "التطور فوق العضوي" و"إنسانية المستقبل" تزوج أولًا من كلارا إيروريتاغويينا، وترمّل عام 1905 تزوج ثانية من ماريا فينيالس. عاد إلى أمريكا توفي في أواخر سنة 1925 في كوبا،b ويُرجح أن الوفاة كانت في 6 أكتوبر دُفن في مقبرة سينفويغوس